# Chrzypsko Małe
Chrzypsko Małe (prononciation : [ˈxʂɨpskɔ ˈmawɛ]) est un village polonais de la gmina de Chrzypsko Wielkie dans le powiat de Międzychód de la voïvodie de Grande-Pologne dans le centre-ouest de la Pologne.
Il se situe à environ 3 kilomètres au sud-est de Chrzypsko Wielkie (siège de la gmina), 25 kilomètres à l'est de Międzychód (siège du powiat), et à 52 kilomètres au nord-ouest de Poznań (capitale de la Grande-Pologne).

## Histoire
De 1975 à 1998, le village faisait partie du territoire de la voïvodie de Poznań.

Depuis 1999, Chrzypsko Małe est situé dans la voïvodie de Grande-Pologne.
Le village possède une population de 88 habitants en 2002.